# Ellen DeGeneres
Pour les articles homonymes, voir Ellen.
Ellen Lee DeGeneres [ˈɛlən dəˈd͡ʒɛnəɹəs], née le 26 janvier 1958 à Metairie (Louisiane), est une humoriste, animatrice de télévision et écrivaine américaine.

## Biographie

### Jeunesse

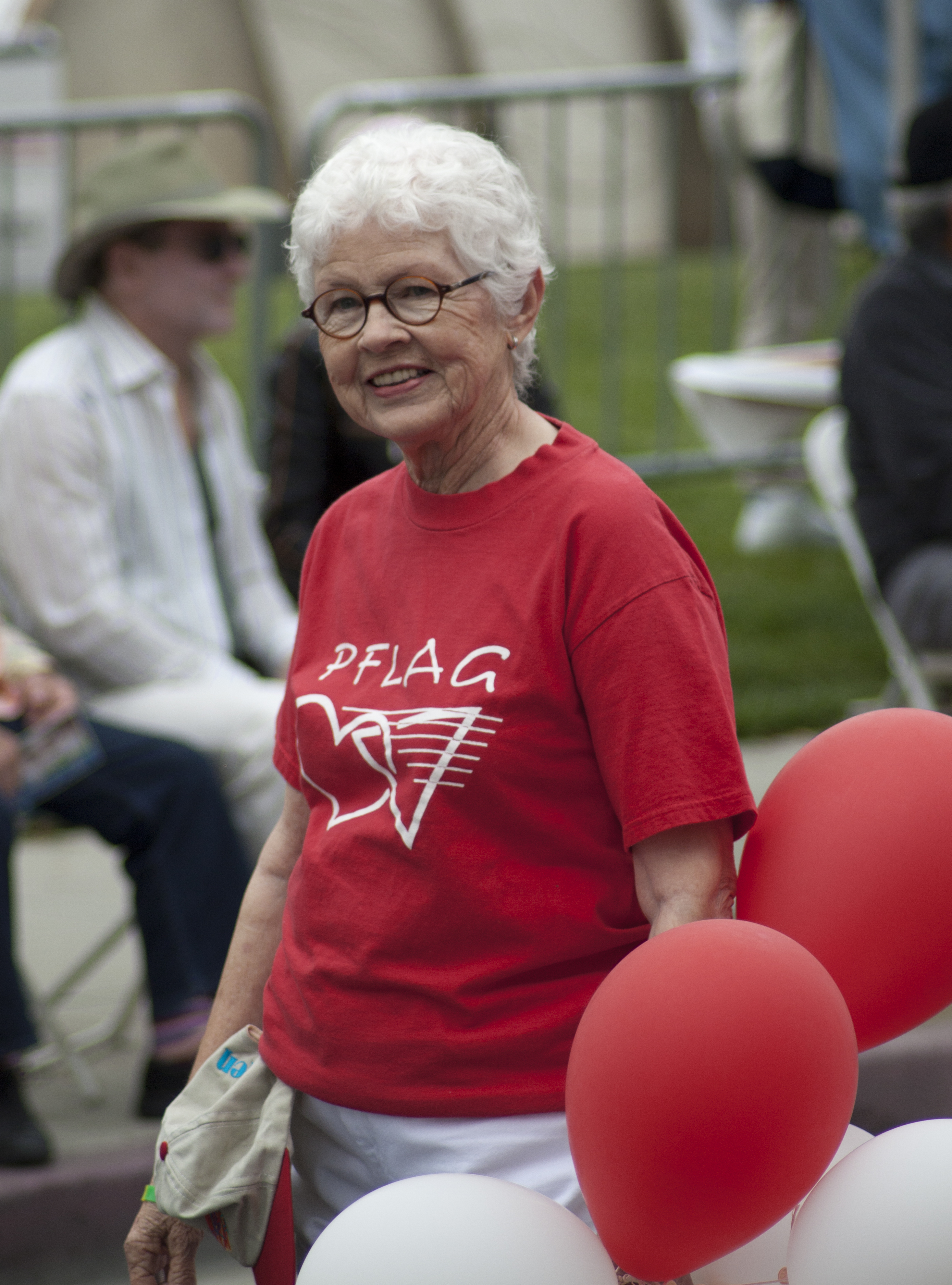
Betty DeGeneres, la mère d'Ellen, en juin 2012.

Ellen DeGeneres est née à Metairie en Louisiane et a grandi à La Nouvelle-Orléans. Elle a des origines anglaises, allemandes, irlandaises et françaises.
Tout comme son frère, Vance DeGeneres (en), acteur et guitariste du groupe de rock Cowboy Mouth, Ellen fut élevée dans la religion Science chrétienne. Sa mère, Betty Pfeffer épouse son père Elliot Degeneres alors rédacteur du journal California Company le 7 novembre 1952 à l'église St Luke's Methodist Church. Ellen vit sous le même toit que sa grand-mère paternelle, son frère de quatre ans son aîné, et ses parents.
L'enfance d'Ellen se résume en une succession de déménagements à travers La Nouvelle-Orléans. Elle dira plus tard dans une interview, que le sentiment d'« être à la maison » dépendait de là où était sa mère, peu importe où dans le monde.
Très tôt, elle se sent concernée par le bien-être des animaux et en sauve de nombreux, allant des oisillons, aux souris, à un écureuil, des chats, chiens et même un serpent.
Sa mère, après avoir été secrétaire, vendeuse et agent immobilier, demande le divorce au début des années 1970, après presque vingt ans de vie commune. Elle déménage dans un quartier de La Nouvelle-Orléans, non loin de l'ancien domicile conjugal. Ayant peu de moyens, elle ne peut que louer un appartement avec deux chambres. Ellen partage donc la chambre de sa mère en compagnie de son serpent durant plusieurs mois.
Betty se remarie trois ans après sa séparation et déménage à la demande de son futur mari, au Texas, dans une petite ville de 6 000 habitants. Ellen la rejoint à la fin de l'année scolaire et y poursuit ses études secondaires. Dès l'obtention de son diplôme de fin d'études secondaires, elle retourne à La Nouvelle-Orléans chez son père, alors remarié et père de deux autres enfants, pour fuir le Texas et son beau-père qu'elle accuse d'attouchements sexuels et de tentative de viol.
Ellen poursuit ses études à l'université de La Nouvelle-Orléans dans le domaine de la communication, études payées par sa grand-mère mais ne reste pas plus d'un mois. Elle quitte l'université sans savoir réellement dans quel domaine professionnel se fixer. Embauchée dans la compagnie où travaille sa mère, elle ne reste que quelques jours. Elle multiplie les petits boulots (vendeuse d'aspirateurs, serveuse, peintre en bâtiment, barmaid, danseuse, etc.), mais réalise petit à petit qu'aucun de ces moyens d'existence précaires ne convient à son ambition et qu'elle ne veut pas se trouver subordonnée à un patron.
Elle est également une cousine éloignée de Catherine Middleton, la duchesse de Cambridge et épouse de William de Cambridge.
En 1994, elle est appelée pour jouer dans le film Speed, mais elle décline l'offre.

### Carrière

#### SitcomEllen
Ellen fut l'héroïne d'une sitcom appelée tout simplement Ellen, diffusée sur le réseau ABC aux États-Unis entre 1994 et 1998.
La série est nommées plusieurs fois aux Emmy Awards et au Golden Globes. Mais Ellen DeGeneres atteint son pic de popularité quand elle fait son coming out dans The Oprah Winfrey Show. De ce fait, son personnage, Ellen Morgan, dans la sitcom est également « sortie du placard » deux mois plus tard, en révélant qu'elle était lesbienne à sa psychiatre (interpretée par Oprah Winfrey) dans un épisode intitulé The Puppy Episode. La série fait également connaitre pour la première fois le terme de chapstick lesbian.
C'était la première fois qu'un artiste faisait son coming out publiquement, et naturellement, la controverse fut à la hauteur de l'événement. Les puritains appelèrent au boycott de l'émission et à son retrait pur et simple. ABC et Disney, alors diffuseurs et producteurs de la série ont été, durant les mois précédant la diffusion, débordés d'appels téléphoniques et de courriers aussi bien les plus enthousiastes que les plus menaçants, allant jusqu'à recevoir des peluches Disney que des familles ne voulaient plus garder. L'enregistrement de l'épisode dans les studios de Disney a même été visé par une alerte à la bombe, obligeant acteurs et techniciens à évacuer le site pendant plusieurs heures.
Outre le fait que cet épisode fut l'un des meilleurs de la série en termes d'audience (environ 30 millions de téléspectateurs), il fut également un événement majeur aux États-Unis. De nombreux homosexuels invisibles disséminés sur le territoire américain se réunissaient avec des sympathisants pour la cause homosexuelle dans des salles de leurs villes pour visionner l'épisode en direct et pour fêter cet événement, comme pour un match de Super Bowl. Mais les épisodes qui suivirent eurent du mal à attirer le public et après des chutes d'audience, la série fut accusée de faire du prosélytisme gay et de ne plus servir les intérêts des spectateurs qui avaient été à l’origine de son succès. ABC ne voulant pas investir pour sa publicité, lobby oblige, la série fut annulée à la fin de la cinquième saison faute d'audience, davantage parce que les producteurs hésitaient désormais à la soutenir qu'à cause de quelques milliers de protestations écrites ou orales.

#### Ellen's Energy Adventure
Ellen fut ensuite la star d'une série de films appelée Ellen's Energy Adventure, qui est une partie de l'attraction et du pavillon Universe of Energy au centre Epcot à Disney World. Le show tourne autour d'Ellen qui s'endort et se retrouve dans une version « énergie » de Jeopardy!, jouant contre une vieille rivale (jouée par Jamie Lee Curtis) et contre Albert Einstein. Le second film est un regard éducatif sur l'énergie.
L'attraction ouvrit d'abord en septembre 1996 sous le nom Ellen's Energy Crisis mais fut vite rebaptisée sous le nom Ellen's Energy Adventure. Lors de son ouverture, Ellen ne fut pas invitée pour inaugurer l'attraction, alors boycottée par de nombreuses organisations en raison de son orientation sexuelle.

#### SitcomThe Ellen Show
Ellen revint à la télévision en 2001 dans une nouvelle sitcom, diffusée par CBS, appelée The Ellen Show. Même si son personnage était, une fois encore, homosexuel, ce n'était pas le thème central de la série. The Ellen Show fut acclamé par la critique mais faute d'audience, fut annulé après une saison.
Même si sa seconde sitcom fut un échec commercial, Ellen reçut une grande exposition médiatique lorsque, le 4 novembre 2001, elle fut la présentatrice des Emmy Awards. Après deux annulations, dues aux craintes de la chaîne qu'une cérémonie trop « glamour » apparaisse insensible après les attentats du 11 septembre, la cérémonie fut plus discrète. DeGeneres délivra les récompenses et reçut plusieurs ovations. Elle eut une citation mémorable durant cette soirée :

« On nous dit de continuer nos vies comme d'habitude, car faire autrement ce serait laisser les terroristes gagner, et vraiment, qu'est-ce qui contrarierait plus les Talibans qu'une lesbienne en smoking devant une salle pleine de Juifs ? »

Elle a également présenté les Grammy Awards en 1996 et 1997.

#### Doublage
En 2003, les créateurs de Némo proposent à Ellen DeGeneres de prêter sa voix au personnage de Dory, un poisson avec une mémoire défaillante, dans le film Le Monde de Nemo des studios Disney-Pixar. Le personnage de Dory avait été créé uniquement pour Ellen, et c'est naturellement qu'elle accepte. 
Le réalisateur du film, Andrew Stanton, déclara qu'il l'avait choisie elle car « elle change de sujet cinq fois avant qu'une phrase soit finie » dans son émission. Elle prête d'ailleurs sa voix dans le second volet : Le Monde de Dory.
Elle double également le chien dans le prologue du film Docteur Dolittle, d'Eddie Murphy.

#### The Ellen DeGeneres Show

Logo du talk show

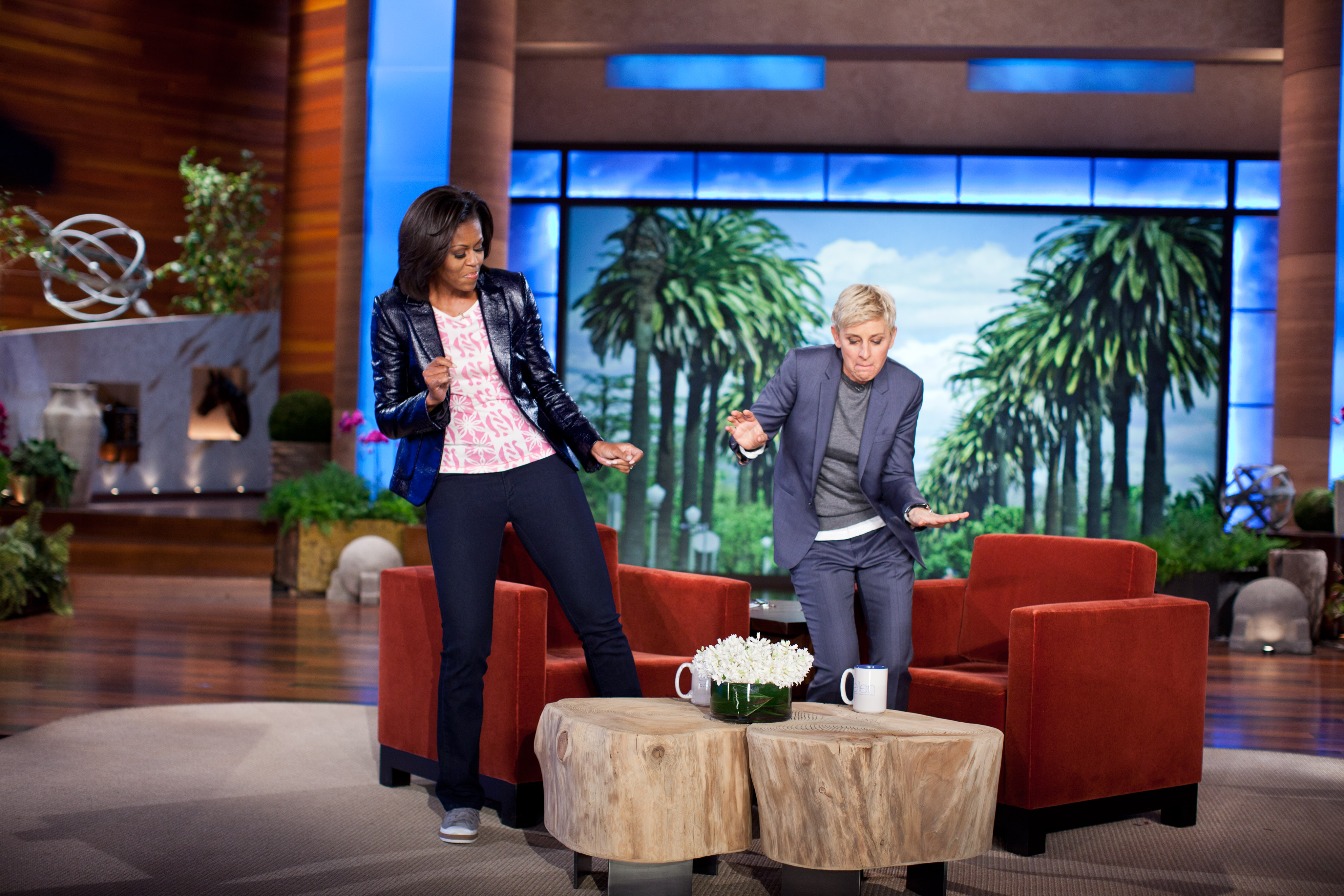
La Première dame américaine Michelle Obama et Ellen DeGeneres font une danse pour le second anniversaire de « Let's Move! », durant l'émission The Ellen DeGeneres Show, en février 2012.

En septembre 2003, Ellen DeGeneres lance un talk-show quotidien, The Ellen DeGeneres Show. Sa première invitée est Jennifer Aniston. L'émission reçoit quatre Emmy Awards sur ses onze nominations durant sa première saison, dont le prix du meilleur talk-show. Durant ses trois premières saisons, le show recevra un total de quinze Emmy Awards.
L'émission est connue pour y voir Ellen chanter et danser avec le public au début de l'émission et durant les pauses publicitaires. Elle offre régulièrement des prix et des séjours au public présent, avec l'aide de sponsors.
En août 2005, Ellen DeGeneres est sélectionnée pour présenter (encore une fois) la cérémonie des Emmy Awards 2005, qui se tient le 28 septembre 2005 (le show eut lieu trois semaines après que l'ouragan Katrina a dévasté La Nouvelle-Orléans, seconde fois qu'Ellen présente cette cérémonie après une tragédie nationale).
En mai 2007, Ellen est placée en repos couché dû à une torsion de ligaments dans son dos. Elle continua d'animer son talk show, dans un lit d'hôpital en déclarant « The show must go on ».
Grande admiratrice de Lady Gaga, elle l'a accueillie de nombreuses fois sur son plateau, notamment pour son combat en faveur des droits des homosexuels.
L'émission a célébré son 2000e épisode en 2015. Les invités pour cette émission spéciale étaient Jennifer Aniston, Justin Timberlake, Kerry Washington, Diane Keaton et Justin Bieber. Son contrat est renouvelé pour les cinq années à suivre : « Ellen DeGeneres est le talk-show numéro 1 aux États-Unis chez les femmes de 25 à 54 ans. »
En 2020, Ellen DeGeneres est l'objet d'une polémique. Déjà poursuivie de longue date par la réputation d'être froide et hautaine, voire méchante, quand les caméras ne tournent pas, sa réputation est encore alimentée cette année-là par les témoignages du comédien Kevin T. Porter, de la maquilleuse Nikkie de Jager ou encore d'un ancien garde du corps. Ellen DeGeneres était visée le 16 juillet 2020 par un article publié par BuzzFeed News relayant les accusations d'une dizaine d'anciens employés qui décrivaient son fameux talk-show quotidien comme un lieu de travail « toxique ». Interdiction de lui adresser la parole ou même de la regarder, licenciement après un arrêt maladie ou un deuil, brimades, remarques racistes... « Tout ce côté “soyez gentils”, c'est uniquement quand les caméras tournent », résumait l'un des plaignants. Puis, le 30 juillet, alors que le groupe WarnerMedia avait entre-temps décidé de l'ouverture d'une enquête interne, BuzzFeed News jetait un second pavé : cette fois, pas moins de 36 anciens employés dénonçaient des faits allant jusqu'au harcèlement sexuel et à des comportements inappropriés de la part de producteurs de l'émission, assurant que la grande prêtresse du show ne pouvait pas ne pas être au courant et avait choisi d'ignorer cette réalité. Cette affaire entraîne l'éventualité d'un licenciement de Ellen DeGeneres.
En mai 2022, l'émission enregistre son dernier épisode.

#### Oscars

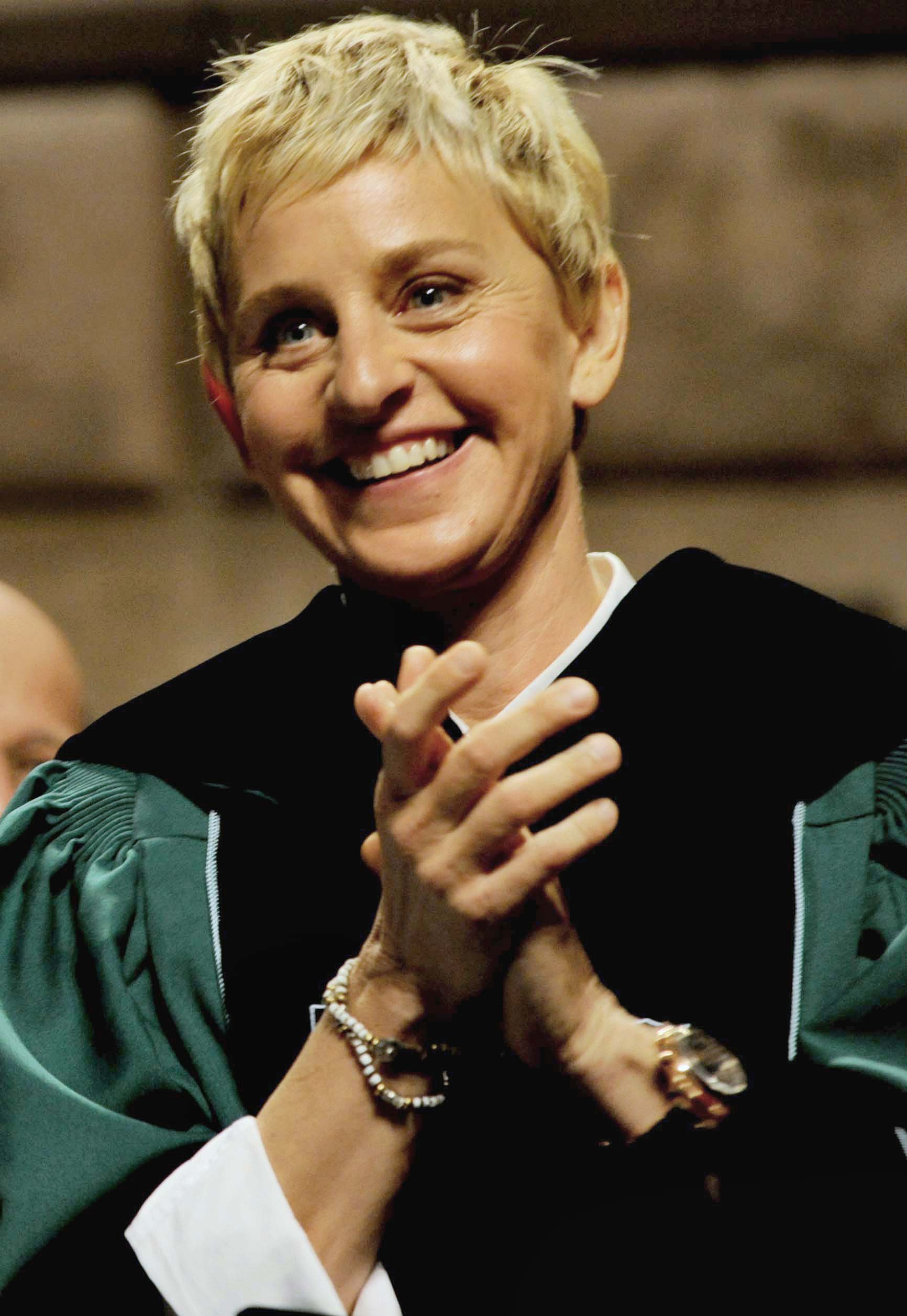
Ellen DeGeneres en 2009

Le 7 septembre 2006, Ellen DeGeneres est choisie pour animer la 79e cérémonie des Oscars qui se tient le 25 février 2007. Cela fait d'elle la première personne ouvertement homosexuelle à présenter l'événement. Durant la cérémonie, Ellen s'exclame : « Quelle fantastique soirée, quelle diversité dans la salle, dans une année où on a tellement dit de choses négatives sur les races des gens, leur religion ou leur orientation sexuelle. Et je peux pointer ce fait haut et fort : s'il n'y avait pas de noirs, de juifs et de gays, il n'y aurait pas d'Oscars, ou même quelqu'un qui s'appelle Oscar, quand on y pense. »
En 2009, on annonce qu'elle remplacera Paula Abdul en tant que juge dans l'émission populaire de téléréalité américaine, American Idol. Initialement, le rôle de juge avait été donné à Victoria Beckham.
D'après l'Internet Movie Database, le salaire d'Ellen était de 15 millions de dollars pour l'émission The Ellen DeGeneres Show en 2003. Son cachet était de 2 millions de dollars pour le film Mr. Wrong (1996).
En 2014, Ellen est choisie pour la seconde fois pour animer la 86e cérémonie des Oscars. À cette occasion, elle réalise un selfie avec de nombreuses stars et le publia sur Twitter. Il s'agissait de la publication la plus « retweetée » de l'histoire, mais a été dépassé en 2017.

### Vie privée

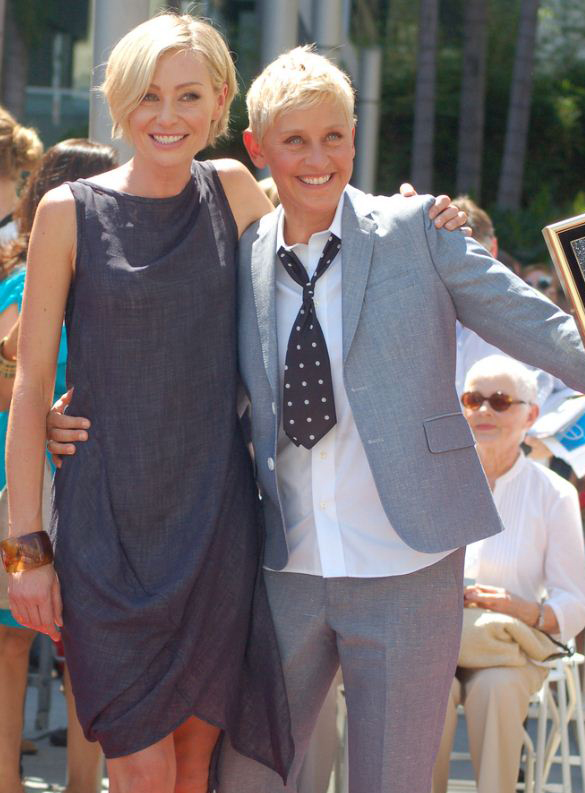
Ellen DeGeneres et sa conjointe Portia de Rossi à Hollywood, le 4 septembre 2012.

DeGeneres a un frère, Vance, qui a fait une apparition comme guest star dans Ellen en 1994. Vance a aussi travaillé pour le Daily Show de 1999 à 2001.
La relation de DeGeneres avec l'actrice Anne Heche a alimenté longtemps la presse tabloïde. Après des années sous le feu des projecteurs, Heche rompt avec DeGeneres pour épouser Coley Laffoon, un cadreur. Après une plus ou moins longue dépression, Ellen a alors une relation avec l'actrice, réalisatrice et photographe Alexandra Hedison. Elles apparaissent en couverture du magazine The Advocate (ironiquement, après l'annonce de leur séparation à la presse). Depuis 2004, DeGeneres est en couple avec l'actrice australienne Portia de Rossi, connue pour avoir joué dans la série Ally McBeal.
Dans son livre Love, Ellen, sa mère, Betty DeGeneres, raconte qu'elle a été au départ choquée d'apprendre que sa fille était lesbienne, mais qu'elle est en fait devenue une de ses plus grandes supportrices. Betty DeGeneres est membre active de la PFLAG, et porte-parole du projet HRC Coming Out. Elle est aussi une survivante du cancer du sein.
Après qu'Ellen a reconnu publiquement son homosexualité, elle répond au célèbre télévangéliste Jerry Falwell qui l'avait appelée dans un sermon « Ellen DeGenerate » (Ellen la dégénérée) : « Vraiment, il m'a appelée comme ça ? Ellen DeGenerate ? J'ai dû subir ça depuis l'école primaire ! ».
Le 1er septembre 2006, elle est légèrement blessée dans un accident de la route impliquant trois voitures. Une femme en état d'ivresse a percuté l'arrière d'une voiture avec son véhicule, la projetant sur l'arrière de celle de d'Ellen. Les deux jeunes hommes se trouvant dans la voiture prise en sandwich ont été identifiés, plus tard, comme étant des paparazzis.
À la suite d'une décision de la Cour suprême de Californie du 15 mai 2008, la Californie est devenue le deuxième État américain après le Massachusetts à autoriser le mariage entre personnes du même sexe. Ellen DeGeneres a réagi rapidement à ce changement, en annonçant publiquement son mariage avec Portia de Rossi, le lendemain dans son talk show sur la chaîne NBC. Leur mariage a eu lieu le 16 août 2008 à Los Angeles, lors d'une cérémonie en petit comité.
DeGeneres et de Rossi ont acheté une maison située à Montecito en Californie, avec une surface habitable de 977 m2 et un terrain de 5,26 hectares (13 acres) pour une somme de 26,5 millions de dollars.
Elle soutient Hillary Clinton lors de l'élection présidentielle de 2016.
Le 11 janvier 2018, l'animatrice révèle le décès de son père Elliot DeGeneres à l'âge de 92 ans.
L'arbre généalogique d'Ellen montre que celle-ci est cousine éloignée de Kate Middleton et apparentée à George Washington.
En novembre 2024, la presse relate qu'elle se trouve dorénavant en Grande-Bretagne.

## Décoration et honneur
Le 22 novembre 2016, Barack Obama lui décerne la médaille présidentielle de la Liberté.
En 2010, elle est classée dixième dans la liste des femmes les plus puissantes du monde selon Forbes.

## Discographie
- Taste This : connue pour son Yep, I'm gay (« Oui, je suis gay ») lancée en 1996, elle affirme son homosexualité et représente une référence pour les lesbiennes américaines.

## Filmographie

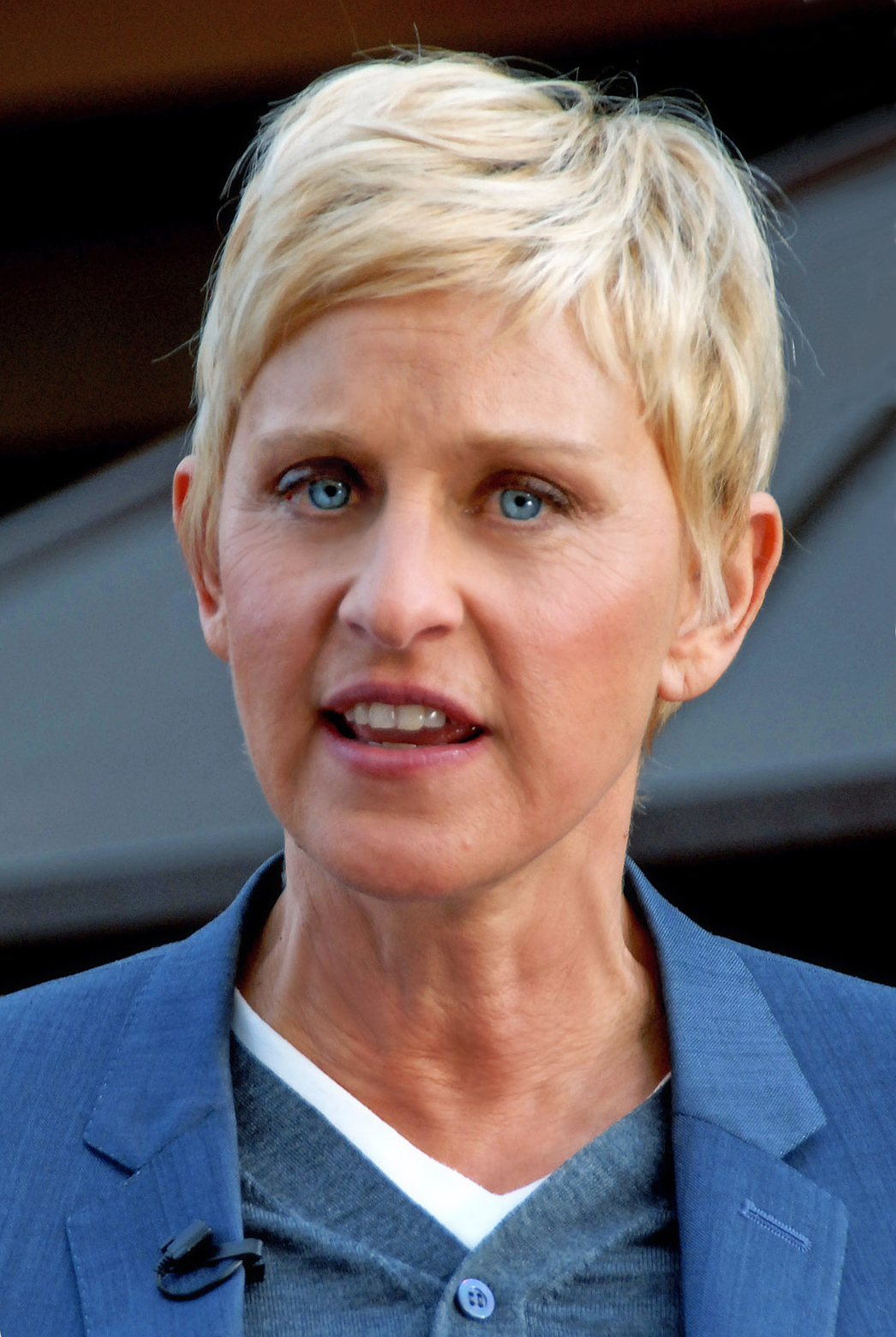
Ellen DeGeneres à Los Angeles, le 4 octobre 2011.

- 1989 : Duet (téléfilm) : Margo Van Meter
- 1990 : Arduous Moon (court-métrage)
- 1991 : Wisecracks (documentaire)
- 1993 : Coneheads
- 1994 : Trevor (court-métrage)
- 1996 : Ellen's Energy Adventure (court-métrage), pour l'attraction de Walt Disney World Resort
- 1996 : Mr. Wrong : Martha Alston
- 1998 : Goodbye Lover
- 1998 : Docteur Dolittle (voix)
- 1999 : En direct sur Ed TV
- 1999 : Destinataire inconnu
- 2000 : Sex Revelations : Kal
- 2001 : Le Projet Laramie (image d'archives)
- 2001 : Will and Grace : Sœur Louise (saison 3, épisode 15)
- 2003 : Pauly Shore est mort
- 2003 : Le Monde de Nemo : Dory le poisson-chirurgien (voix)
- 2004 : My Short Film (court-métrage)
- 2005 : Joey : Elle-même
- 2010 : Les Simpson
- 2015 : Le Monde de Dory : Dory (voix)
- 2016 : The Big Bang Theory : Elle-même (saison 10, épisode 9)
- 2019 : The Big Bang Theory : Elle-même (saison 12, épisode 18)

## Clips
- 2018 : Girls Like You de Marroon5 : Elle-même
- 2019 : You Need to Calm Down de Taylor Swift : Elle-même [24],[25]

## Distinctions
| Award                | Lauréat | Nomination |
| -------------------- | ------- | ---------- |
| Daytime Emmy Awards  | 24      | 13         |
| Grammy Award         | 0       | 2          |
| Golden Globe Award   | 0       | 3          |
| Primetime Emmy Award | 1       | 13         |
| Total                | 25      | 31         |

## Publications
- 1995 : (en) My Point...And I Do Have One
- 2003 : (en) The Funny Thing Is...
- 2011 : (en) Seriously...I'm Kidding (traduction française : Sérieusement... je plaisante, 2012)

## Culture populaire
Le personnage de Mlle Ellen de l'épisode Chirurgie esthétique de South Park fait référence à DeGeneres, en particulier au fait qu'elle soit lesbienne.
Ellen apparaît également dans un épisodes des Simpson, saison 21, épisode 23, Moe, moche et méchant (Judge Me Tender).
Le rappeur Eminem fait référence à Ellen DeGeneres dans sa chanson We Made You, sortie en 2009.
Dans la sitcom How I Met Your Mother, Marshall fait référence à Ellen DeGeneres quand Ted se teint les cheveux en blond. Barney Stinson y fait également référence lorsque Ted s'habille en costume avec des baskets.
Le prénom d'Ellen est citée dans le neuvième épisode de la Saison 6 de Buffy contre les vampires, en référence à l'homosexualité d'Ellen DeGeneres, lorsque deux inconnus se moquent de Willow Rosenberg, ouvertement lesbienne.
Elle apparaît dans une vidéo de la chaîne YouTube Epic Rap Battles of History à la saison 4, contre Oprah Winfrey.
Ellen apparaît jouée par Nicole Parker dans le film Spartatouille et fait référence à son film Mr. Wrong.
En 2016, elle apparaît comme invitée dans la séquence finale de l'épisode 9 de la saison 10 de la série The Big Bang Theory.
La rappeuse Nicki Minaj fait référence à elle dans sa chanson No Frauds en 2017.
Ellen est aussi mentionnée à l’épisode 4 de la saison 5 de BoJack Horseman.
Elle apparaît également en 2018 dans le clip musical de Maroon 5 Girl Like You.

### Citations originales
1. ↑  (en) « We're told to go on living our lives as usual, because to do otherwise is to let the terrorists win, and really, what would upset the Taliban more than a gay woman wearing a suit in front of a room full of Jews?
2. ↑  (en) « What a wonderful night, such diversity in the room, in a year when there's been so many negative things said about people's race, religion and sexual orientation. And I want to put this out there: if there weren't Blacks, Jews and gays, there would be no Oscars, or anyone named Oscar, when you think about that. »